# Сытник, Юрий Михайлович
Юрий Михайлович Сытник — российский лётчик гражданской авиации, заслуженный пилот Российской Федерации.

## Биография
За 43 года работы лётчиком налетал более 22 тысяч часов.
17 марта 1991 года благополучно посадил самолёт Ил-86 после взрыва в салоне двух бомб, пронесённых террористом на борт.
В последующем работал лётным директором в авиакомпании «Внуковские авиалинии». С 2012 года — член Комиссии при Президенте Российской Федерации по вопросам развития авиации общего назначения.
В российских СМИ нередко комментирует события на тему авиации (начиная от авиапромышленности и заканчивая разборами причин катастроф). Привлекался в качестве эксперта к расследованию крушения SSJ 100 в Шереметьеве, однако его выводы подвергала критике сторона защиты пилота SSJ 100 Дениса Евдокимова.

## Награды
- Заслуженный пилот Российской Федерации
- Орден «За личное мужество» (8 декабря 1992) — за мужество и высокое профессиональное мастерство, проявленные в сложной аварийно ситуации во время полета[15]
- Медаль Нестерова (1996) — за заслуги перед государством, многолетний добросовестный труд и большой вклад в укрепление дружбы и сотрудничества между народами[16]
- Общественная награда — медаль «За верность авиации» имени А. П. Маресьева[5][3].